# Komsomolski (Korenovsk, Krasnodar)
Komsomolski (del ruso: Комсомольский) es un posiólok del raión de Korenovsk del krai de Krasnodar, en Rusia. Está situado en las tierras bajas de Kubán-Azov, al sur del curso del río Beisug, 18 km al norte de Korenovsk y 76 km al nordeste de Krasnodar, la capital del krai. Tenía 1 993 habitantes en 2010.
Pertenece al municipio Novoberezanskoye.

## Transporte
Al este de la localidad pasa la carretera federal M4 Don.